# Gaswerk Floridsdorf
Das Gaswerk Floridsdorf war ein von der englischen Privatfirma Imperial-Continental-Gas-Association in Floridsdorf betriebenes Gaswerk.

## Geschichte
Das Gaswerk Floridsdorf wurde im Jahr 1870 an der Hauptstraße (heute Brünner Straße) in Floridsdorf, das damals noch nicht zu Wien gehörte, errichtet. Seine Kapazität betrug etwa 3.000 Kubikmeter Stadtgas täglich, durch Erweiterungen wurde die Leistungsfähigkeit verzehnfacht.
Von den 13 Retortenöfen, über die das Werk um 1903 verfügte, gelangte das gewonnene Gas über einen Kondensator zu zwei Scrubern, von denen einer mit Wasser betrieben wurde, und anschließend in zwei Reinigungssektionen. Nach dem Passieren des werkseigenen Gasmessers gelangte das Stadtgas in einen Gasometer.
Um 1902 wurde der dritte und größte Gasometer mit einem Fassungsvermögen von 10.000 Kubikmetern errichtet. Im gleichen Jahr erhielt das Gaswerk Floridsdorf auch einen direkten Gleisanschluss an die Kaiser-Ferdinands-Nordbahn, so dass die per Bahn gelieferte Kohle direkt ins Werk gebracht werden konnte.
Vom Gaswerk Floridsdorf aus wurden ab
- 1876 Alt-Floridsdorf, ab
- 1881 Neu-Jedlersdorf, ab
- 1887 Donaufeld, ab
- 1888 Jedlesee und ab zirka
- 1900 Bisamberg, Langenzersdorf, Strebersdorf, Stammersdorf, Leopoldau und Kagran mit Stadtgas versorgt.

Das Gaswerk Floridsdorf stellte so wie alle anderen noch von der Imperial-Continental-Gas-Association in Wien betriebenen Gaswerke mit dem Auslaufen des Versorgungsvertrages 1911 seinen Betrieb ein.

## Nachnutzung
Auf dem Grundstück des ehemaligen Floridsdorfer Gaswerks wurden zwischen 1924 und 1926 nach Plänen von Hans Glaser und Karl Scheffel der Schlingerhof – ein Gemeindebau – mit 478 Wohnungen und der Floridsdorfer Markt (Schlingermarkt) errichtet.

## Erinnerung
Die Gaswerkstraße in Floridsdorf erinnert an das kaum noch bekannte Gaswerk Floridsdorf und nicht an das bekanntere Gaswerk Leopoldau.